# Siculodopsis dubia
Siculodopsis dubia är en fjärilsart som beskrevs av W. Warren 1906. Siculodopsis dubia ingår i släktet Siculodopsis och familjen Uraniidae. Inga underarter finns listade i Catalogue of Life.